# Alblasserwaard
Alblasserwaard (nizozemska izgovorjava: [ˈɑlblɑsərˌʋaːrt] ) je nizozemska regija , ki leži na jugovzhodu  v provinci Južna Holandija na Nizozemskem in južno od province Utrecht, (jugovzhodno) od mesta Rotterdam in severovzhodno od mesta Dordrecht . Tvori južni del Groene Harta  in je nizko ležeče in pretežno redko poseljeno kmetijsko območje, obdano z rekami in kanali. 

## Zgodovina
Prvi človeški prebivalci Alblasserwaarda so se tam naselili po zadnji ledeni dobi, pred približno 10.000 leti. Led ni dosegel samega območja, vendar so eolske usedline ustvarile visoke točke v mokrem okolju. Te visoke točke so bile kraji, kjer so se naselili lovci-nabiralci, kot so pokazale arheološke raziskave na tem območju.
V srednjem veku je bilo ustvarjenih več kanalov in nasipov, da bi povrnili zemljo. Zadnji del je bil zasut v drugi polovici 14. stoletja po stalnih poplavah Woudeja in Donkersloota.  Vendar pa so se skozi zgodovino tega območja dogajale številne poplave, saj ga z vseh strani omejujejo reke in vodotoki.
Med drugo svetovno vojno je Alblasserwaard poškodovalo tudi bombardiranje Rotterdama, ko so tako središče vasi Alblasserdam kot del Papendrechta prizadele nemške bombe.
Poplavljen je bil med poplavo Severnega morja leta 1953.

## Geografija in prebivalstvo
Alblasserwaard z vseh strani meji na reke. Na severu teče Lek, na zahodu teče Noord in na jugu reka Merwede . Na vzhodni strani so Merwede-Kanaal, Linge in Oude Zederik, ki skupaj tvorijo mejo z Vijfheerenlandenom. Vas Kinderdijk, znana po svojih mlinih na veter, se nahaja na severozahodnem vogalu Alblasserwaarda, kjer se združita Noord in Lek.
Večina Alblasserwaarda je podeželskega, vendar sta jug in zahod delno pod vplivom mest Rotterdam in Dordrecht na mejnem območja urbanizirana.
Največji mesti v Alblasserwaardu sta Gorinchem s 35.000 prebivalci in Papendrecht z nekaj več kot 30.000 prebivalci. Oba sta na južnih mejah Alblasserwaarda.
Občine v Alblasserwaardu so:
- Alblasserdam
- Giessenlanden
- Gorinchem
- Hardinxveld-Giessendam
- Molenwaard
- Papendrecht
- Sliedrecht
- Zederik [2]

## Geologija
Obsežni deli Nizozemske so pod morsko gladino in pri Alblasserwaard ni nič drugače. Večji del so ga iztrgali iz vode z melioracijo z uporabo mlinov na veter na Kinderdijku. Ta proces je povzročil, da je bilo območje polno nasipov ob rekah. Večino Alblasserwaarda predstavljajo travniki, kjer spomladi in poleti najdemo črede krav, ovac in koz. Tla so sestavljena iz gline.

## Narava in rekreacija
Medtem ko so veliki deli Alblasserwaarda v lasti kmetov ali so poseljeni, so nekatera območja odprta za javnost za rekreacijo.
- Mlini na veter v Kinderdijku so velika turistična atrakcija.
- Na jugozahodu Alblasserwaarda je Alblasserbos, umetno gozdno območje, kjer živijo jeleni in lisice ter številne manjše živalske vrste.
- Približno med Streefkerkom in Brandwijkom je območje Donkse Laagten, ki je pod zaščito nizozemskega vladnega gozdarskega organa Staatsbosbeheer .
- V Alblasserwaardu so tri brezplačna mesta za kampiranje v okviru projekta Staatsbosbeheerja za spodbujanje zakonitega kampiranja v naravi. Te se nahajajo v Alblasserbosu, Donkse Laagtenu in Avelingenu . [3] [4] [5]
- Lammetjeswiel je rekreacijsko območje v vasi Alblasserdam. Je priljubljeno kopališče, kjer državni organi preverjajo stanje vode dvakrat mesečno. [6]